# تیموتی بالارد
تیموتی بالارد (به انگلیسی: Timothy Ballard) در کالیفرنیا بزرگ شد و سپس برای تحصیلات به دانشگاه بریگم یانگ در پرووو ایالت یوتا وارد شد.

## فعالیت‌ها
بالارد بنیانگذار سازمان عملیات زیرزمینی راه‌آهن (O.U.R) و نویسنده چندین کتاب است. او اقداماتی در سطح ملی و بین‌المللی برای جلوگیری از قاچاق کودکان را سازمان داده‌است. صدها نفر که قربانی قاچاق انسان بودند که توسط خود او یا سازمان عملیات زیرزمینی راه‌آهن نجات یافته‌اند. این سازمان به بازداشت بیش از ۳۰۰ نفر قاچاقچی انسان کمک کرده‌است. بالارد به بسیاری از افسران مجری قانون در زمینه جلوگیری از قاچاق انسان کمک کرده‌است. او در مقابل کنگره ایالات متحده آمریکا شهادت داده و نیز توصیه‌هایی در مورد شیوه و کار نجات کودکان از حلقه قاچاق انسان به نمایندگان کرده‌است. فعالیتهای بالارد و سازمان عملیات زیرزمینی راه‌آهن OUR در زمینه جلوگیری از قاچاق انسان در بسیاری از وسایل ارتباط جمعی انعکاس داشته‌است. او به دلیل زمینه و مطالعاتی که در تاریخ آمریکا دارد نویسنده پرفروش‌ترین کتابها در این زمینه است.